# Ricardo III de Inglaterra
Ricardo III de Inglaterra (2 de outubro de 1452 – 22 de agosto de 1485) foi rei da Inglaterra de 26 de junho de 1483 até sua morte em 1485, sendo o último rei da dinastia Plantageneta e de seu ramo cadete, a Casa de Iorque. Sua derrota e morte na Batalha de Bosworth Field, a última batalha decisiva da Guerra das Rosas, marcou o fim da Idade Média na Inglaterra.
Ricardo foi nomeado Lorde Protetor de seu sobrinho de doze anos, Eduardo V, quando seu irmão Eduardo IV morreu em abril de 1483. Enquanto o jovem príncipe viajava de Ludlow para Londres, Ricardo se encontrou com ele e o levou até seus alojamentos na Torre de Londres. Arranjos foram feitos para a coroação de Eduardo, Príncipe de Gales, em 22 de junho de 1483, porém, pouco antes, o casamento de seu pai com sua mãe Isabel Woodville foi declarado inválido, transformando seus filhos em ilegítimos e inaceitáveis para o trono. Em 25 de junho, uma reunião de lordes e comuns apoiou as afirmações. Ricardo tomou o trono no dia seguinte, sendo coroado em 6 de julho. Eduardo V e seu irmão Ricardo de Shrewsbury nunca mais foram vistos depois de agosto, com várias acusações circulando que as crianças foram assassinadas com ordens do rei, gerando a lenda dos Príncipes na Torre.
Houve duas grandes rebeliões contra Ricardo. A primeira, em outubro de 1483, foi liderada por aliados de Eduardo IV e por Henrique Stafford, 2.º Duque de Buckingham, antigo aliado e primo de Ricardo. A revolta falhou e Stafford foi executado em Salisbury. Outra rebelião contra o rei começou em agosto de 1485, liderada por Henrique Tudor e seu tio Jasper Tudor. Henrique partiu de Pembrokeshire com um pequeno contingente de tropas francesas, marchando pelo País de Gales recrutando soldados e arqueiros. Ricardo III morreu na Batalha de Bosworth Field, fazendo dele o último e único rei inglês a morrer em batalha dentro da Inglaterra desde Haroldo II na Batalha de Hastings em 1066.
Por causa das circunstâncias de sua ascensão e as consequências da vitória de Henrique Tudor, que se transformou em Henrique VII, o corpo de Ricardo III foi enterrado sem nenhuma pompa e ficou perdido por mais de cinco séculos. Em 2012, uma escavação arqueológica foi conduzida em um estacionamento na cidade de Leicester usando um radar de penetração no solo, local anteriormente ocupado pelo mosteiro Greyfriars. A Universidade de Leicester confirmou em fevereiro de 2013 que o esqueleto encontrado nas escavações era, além de qualquer dúvida razoável, de Ricardo III. Essa conclusão foi baseada na combinação de evidências de datação por radiocarbono, comparação com relatos contemporâneos de sua aparência e comparação de seu DNA mitocondrial com descendentes de sua irmã Ana de Iorque.

## Início de vida
Ricardo nasceu no Castelo de Fotheringhay, o décimo segundo filho de Ricardo Plantageneta, 3.° Duque de Iorque (grande reivindicante ao trono de Henrique VI) e Cecília Neville. Ricardo passou vários anos de sua infância no Castelo de Middleham em Wensleydale, Yorkshire, sob a tutelagem de Ricardo Neville, 16.º Conde de Warwick. Enquanto passava seu tempo na propriedade de Warwick, Ricardo desenvolveu uma grande amizade com Francisco Lovell, que permaneceria seu amigo pelo restante da sua vida. Outra criança na criadagem de Warwick era sua filha Ana Neville, futura esposa de Ricardo.
Após a morte de seu pai e do seu irmão Edmundo, Conde de Rutland, em 1450 na Batalha de Wakefield, Ricardo foi enviado por sua mãe junto com o irmão Jorge para os Países Baixos. Eles voltaram para a Inglaterra após a derrota dos Lencastre na Batalha de Towton, participando da coroação do irmão mais velho como Eduardo IV em 1461. Nessa época, Ricardo foi nomeado Duque de Gloucester além de entrar para a Ordem da Jarreteira e Ordem do Banho. Ele então foi enviado para a propriedade de Warwick para seu treinamento de cavaleiro. Ricardo ficou em Middleham, com algumas interrupções, até 1465, quando tinha doze anos. Durante sua adolescência ele desenvolveu escoliose idiopática.
Ricardo se envolveu nas políticas da Guerra das Rosas desde cedo. Eduardo o nomeou em 1464 como o único Comissário da Matriz para os Condados do Leste, então com apenas onze anos. Aos dezessete anos, Ricardo já tinha um comando independente.
Ricardo e Eduardo fugiram para Borgonha em outubro de 1470 depois de Warwick deserdar para o lado de Margarida de Anjou, esposa de Henrique VI. Pela segunda vez em sua vida, ele procurou refúgio nos Países Baixos, na época parte do Ducado de Borgonha. Em 1468, Margarida de Iorque, irmã de Ricardo, havia se casado com Carlos, Duque da Borgonha, assim eles podiam esperar uma boa recepção. Apesar de ter apenas dezoito anos, Ricardo teve papéis importantes nas batalhas de Barnet e Tewkesbury, resultando na restauração de Eduardo em 1471.

## Casamento e relações

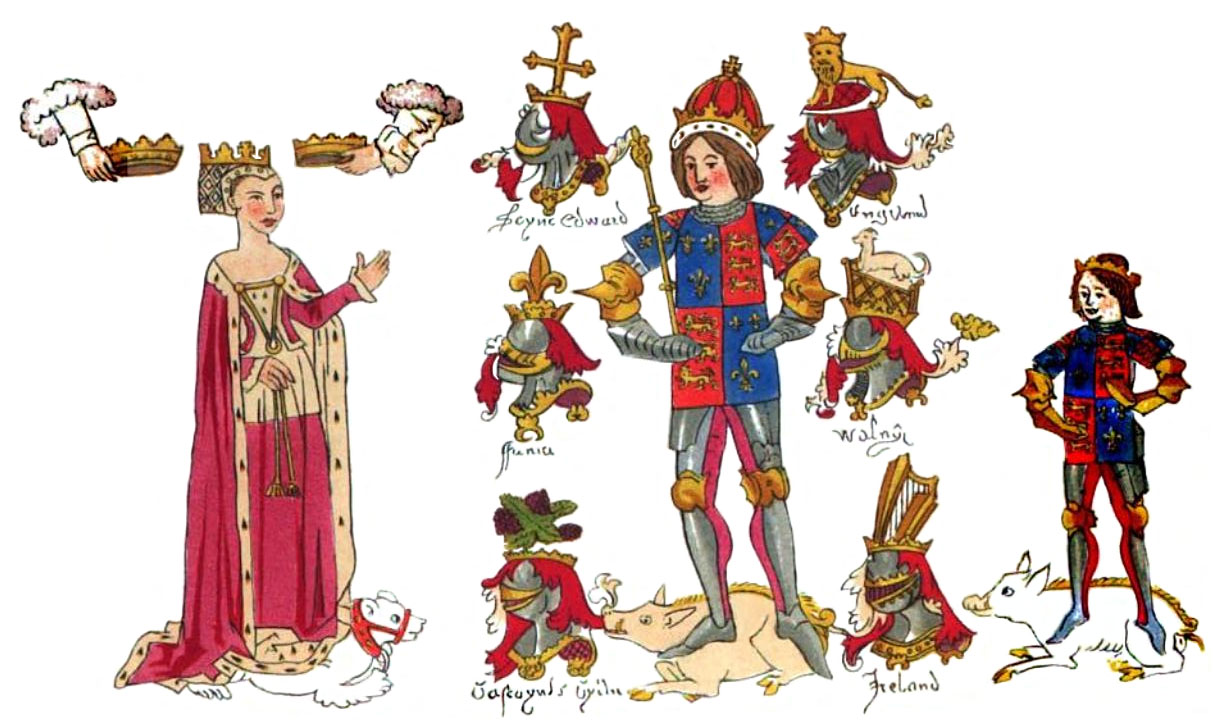
Ilustração contemporânea de Ricardo, sua esposa Ana e seu filho Eduardo

Após a decisiva vitória dos Iorque contra os Lencastre na Batalha de Tewkesbury, Ricardo se casou com Ana Neville em 12 de julho de 1472. Seu primeiro marido era Eduardo de Westminster, filho de Henrique VI, que morreu na batalha. Os planos de casamento de Ricardo lhe levaram a um conflito com seu irmão Jorge, já Ana compartilhava a herança com sua irmã Isabel, com quem Jorge havia se casado em 1469. Não era apenas o condado que estava em jogo; Ricardo Neville o havia herdado como resultado de seu casamento com Ana de Beauchamp, que ainda estava viva (e viveu mais que suas filhas) e tecnicamente era a dona de boa parte das propriedades Beauchamp, já que seu pai não tinha herdeiros homens.
A Crônica de Croyland relata que Ricardo concordou com um contrato pré-nupcial nos seguintes termos: "o casamento do Duque de Gloucester com a já citada Ana iria acontecer, e ele teria boa parte das terras do conde como deve ser acordado entre eles através da mediação de árbitros; enquanto todo o resto deve permanecer na posse do Duque de Clarence".

Imagem de Ricardo III e Ana Neville em um vitral do Castelo de Cardiff

O casamento ainda estava em negociações por volta de fevereiro de 1472, e a necessária dispensa papal só foi conseguida em 22 de abril. Foi sugerido que os termos da dispensa deliberadamente reconhecem os graus de consanguinidade entre o casal, e dessa forma o casamento era ilegal.
Em junho de 1473, Ricardo convenceu sua sogra a ir viver sob sua proteção em Middleham. Um ano depois, sob os termos do Decreto de Reatamento, Jorge perdeu algumas de suas propriedades que ele mantinha sob garantia real, não escondendo sua insatisfação. O rei planejava agir como mediador de seus irmãos para poder acalmá-los.
No começo de 1474, o parlamento se reuniu e Eduardo IV tentou reconciliar os irmãos ao afirmar que eles e suas esposas desfrutariam da herança do Conde de Warwick se a condessa "estivesse naturalmente morta", porém ao mesmo tempo especificou que Ricardo continuaria a ser dono das propriedades de Ana em caso do divórcio. No ano seguinte Ricardo recebeu todas as terras dos Neville no norte da Inglaterra, tirando-as das mãos do primo de Ana. Desde ponto em diante, Jorge parece ter caído progressivamente em desgraça com o rei. Seu descontento chegou ao limite em 1477 quando, após a morte de Isabel, ele foi proibido de se casar com Maria de Borgonha, a enteada de sua irmã Margarida, mesmo com Margarida aprovando o matrimônio. Não há evidências do envolvimento de Ricardo no subsequente aprisionamento e execução de Jorge sob a acusação de traição.

## Biografia

### O golpe
Em abril de 1483, Eduardo IV morre de repente, sendo sucedido pelo filho de 12 anos Eduardo V. De acordo com o seu testamento, Ricardo de Gloucester é nomeado regente da coroa e protetor do jovem rei e do seu irmão de 9 anos Ricardo de Shrewsbury, duque de Iorque. As disposições testamentárias de Eduardo IV não foram recebidas como boas notícias, principalmente pelos Woodville (os parentes da rainha consorte) que receavam ver a sua posição denegrida. Baseado em fatos concretos ou não, Ricardo foi avisado pelo Lord Hastings de uma tentativa de o isolar dos sobrinhos e afastar do poder. O Duque de Gloucester reagiu depressa. Enquanto Eduardo V regressava de Gales acompanhado pelo tio materno Anthony Woodville Conde Rivers, interceptou o cortejo e mandou prender e executar sumariamente Woodville e outros membros da família por alegada tentativa de assassinato.
A 22 de junho de 1483, Ricardo de Gloucester faz ler uma declaração sua em que anuncia a sua intenção de se tornar rei, baseado numa alegada ilegitimidade de Eduardo V e do Duque de Iorque. Três dias depois apresenta as provas perante o parlamento, onde demonstra que o casamento de Eduardo IV com Isabel Woodville era bígamo, como tal nulo e sendo assim, a sua progenitura estava automaticamente barrada de aceder ao trono. O parlamento analisou as evidências e emitiu um documento conhecido como Titulus Regius, onde excluía o direito de sucessão dos filhos de Eduardo IV. Com esta medida, e uma vez que George, o Duque de Clarence, tinha sido executado por traição, Ricardo de Gloucester tornou-se rei de Inglaterra, sendo coroado a 6 de julho. Após a coroação de Ricardo III, Eduardo V e o Duque de Iorque foram levados para a Torre de Londres e nunca mais foram vistos em público. A sua sorte é um dos mistérios da história de Inglaterra e Ricardo III um dos principais suspeitos de um possível assassinato.

### Reinado

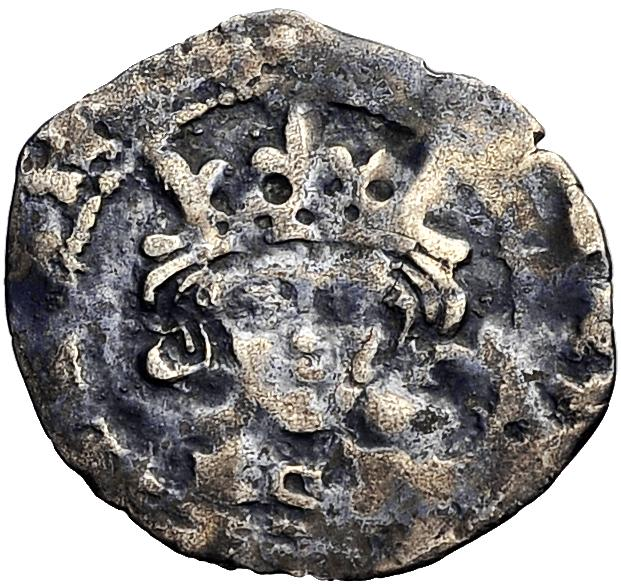
Moeda (penny) de Ricardo III

Os métodos pouco convencionais que Ricardo III usou para subir ao trono, bem como o desaparecimento dos seus sobrinhos, lançaram rumores de usurpação e reacenderam a Guerra das Rosas. Quase de imediato, estalou uma rebelião liderada por Henry Stafford, Duque de Buckingham, o seu antigo melhor amigo e aliado, que não tendo grandes hipóteses de aspirar à coroa por si, decidiu apoiar Henrique Tudor, Conde de Richmond. Ricardo III controlou esta ameaça e Buckingham foi executado em Salisbury em novembro, mas Tudor já se encontrava a recrutar tropas em Gales.
Em abril de 1484, Eduardo de Middleham, Príncipe de Gales, único filho de Ricardo III morre, deixando-o sem herdeiros. Por influência de Ana Neville, Ricardo nomeia então Eduardo Conde de Warwick (filho de 10 anos do Duque de Clarence), como sucessor, mas depois da morte desta muda de ideias e escolhe antes João de la Pole, Conde de Lincoln, um homem adulto que lhe era leal.
Em agosto de 1485, Henrique Tudor e Ricardo III defrontaram-se na Batalha de Bosworth Field, que haveria de ser a última da guerra das rosas. Ricardo III perdeu o confronto graças à união dos seus inimigos e à deserção de uma parte importante do seu contingente, liderada pelo Lorde Stanley e o Conde de Northumberland. A sua morte nesta batalha abriu o caminho para a subida ao trono de Henrique VII e início da dinastia de Tudor. Segundo Shakespeare as suas últimas palavras foram: "A horse! My kingdom for a horse!".
Ricardo III é um dos reis mais populares da história do Reino Unido, pela sua personalidade dúbia que inspira ainda hoje em dia acesos debates. Henrique VII patrocinou mais tarde John Morton, na sua biografia de Ricardo III, que basicamente se dedicava a denegrir a imagem do último dos Iorque. Morton acusou Ricardo III de inúmeras malvadezas e lançou a acusação do assassinato dos sobrinhos. Recentemente, historiadores começaram a pôr em causa a correção fatual desta biografia escrita claramente com objetivos políticos.

### Morte, sepultamento e restos mortais

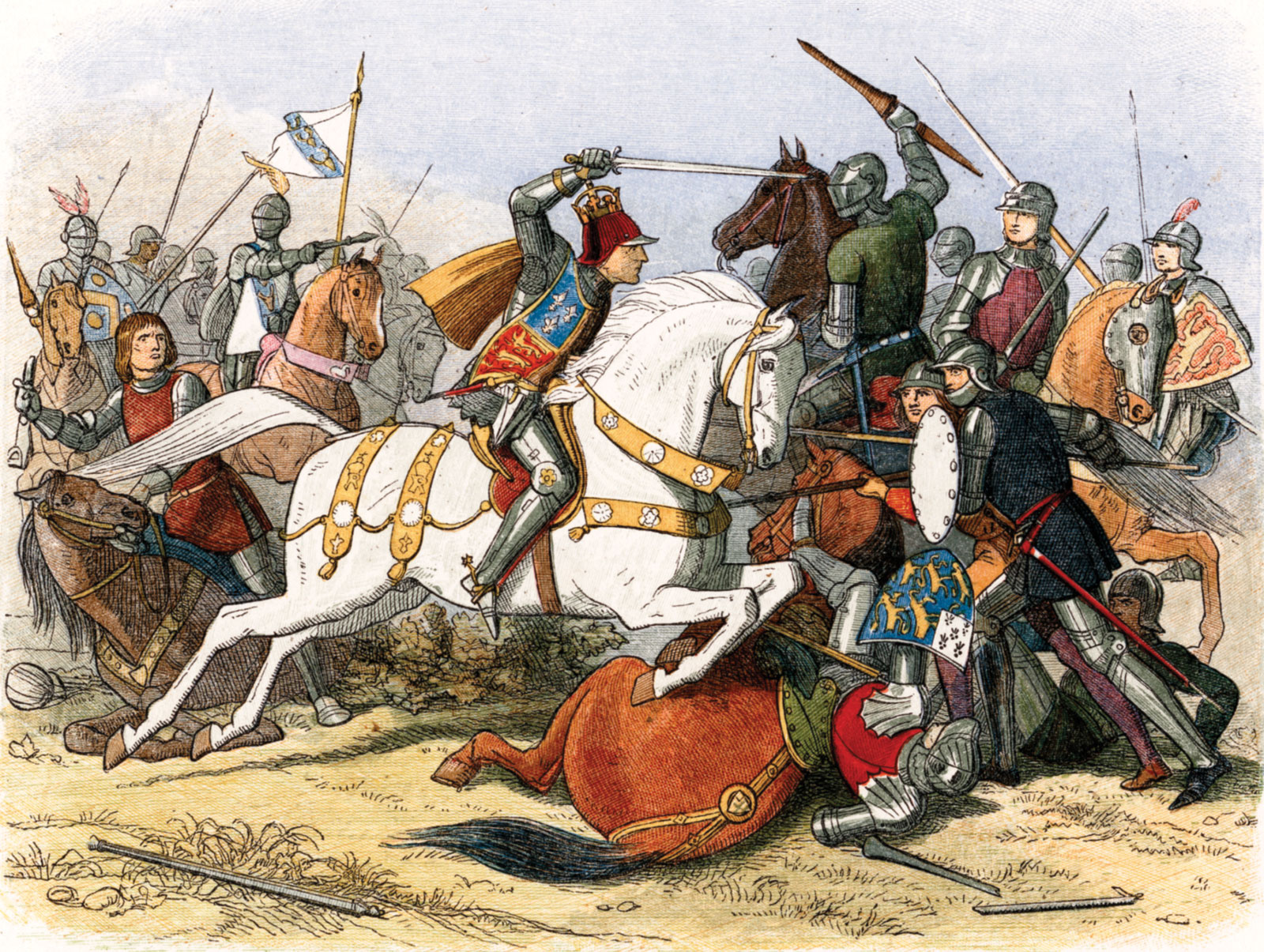
Ricardo III na Batalha de Bosworth Field
por James William Edmund Doyle

Ricardo III foi último rei de Inglaterra a morrer numa batalha. No final do século XV sucumbiu aos múltiplos ferimentos causados pelos seus inimigos, que perfuraram o seu crânio quando este estava caído e já sem o elmo, que havia perdido durante o combate – a Batalha de Bosworth Field (22 de agosto de 1485), na guerra contra os Tudor.
Investigadores descobriram 11 ferimentos, nove deles no crânio, que foram causados pouco antes da sua morte, numa análise aos ossos encontrados. Os golpes foram feitos com espadas, facas e punhais.

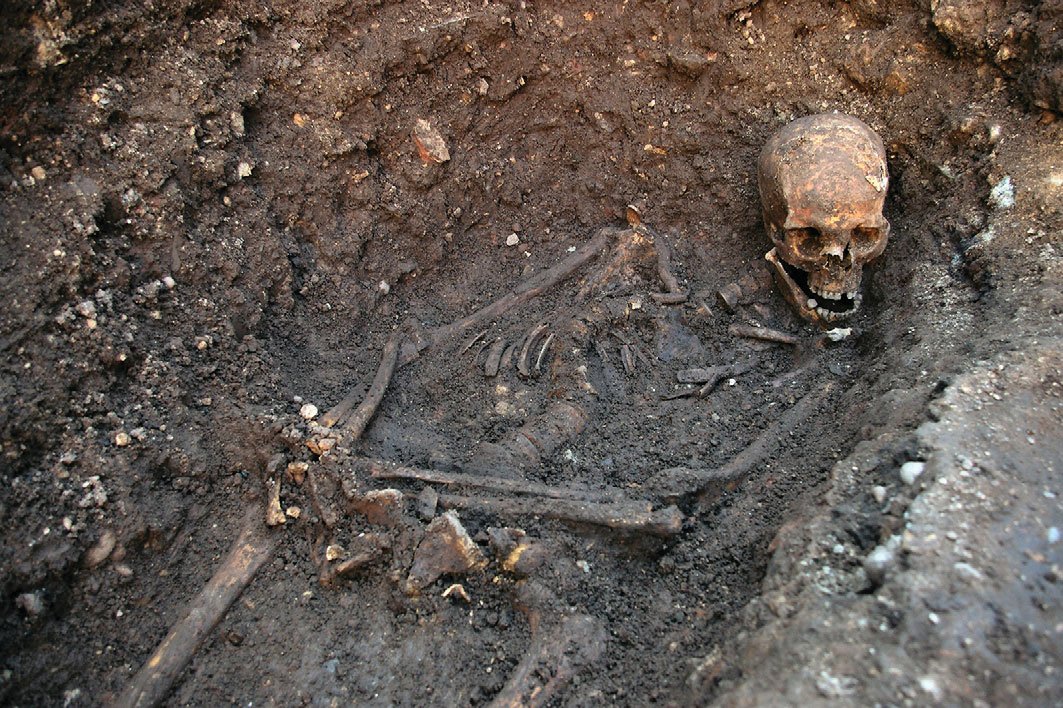
Os restos mortais de Ricardo III descobertos em 2012

A 4 de fevereiro de 2013 foi anunciada a descoberta dos restos mortais de Ricardo. O esqueleto foi encontrado num parque de estacionamento em Leicester no segundo semestre de 2012. Dez túmulos foram descobertos nos terrenos do complexo medieval, seis dos quais foram deixados sem serem incomodados. Naqueles que foram examinados, foram encontrados restos femininos. Aquele onde Ricardo III foi encontrado continha caixões de madeira e dentro havia duas mulheres na faixa etária entre 40 e 50 anos de idade e um caixão misterioso de chumbo. O DNA do esqueleto é compatível com o de Michael Ibsen, um marceneiro canadense radicado em Londres que é apontado por estudos genealógicos como sendo descendente de Ana de Iorque, irmã de Ricardo III.
O rei tinha lombrigas no estômago na altura da morte, que poderiam ter atingido mais de 30 centímetros de comprimento.
Foi enterrado na Catedral de Leicester em 26 de março de 2015.

## Títulos, estilos, honras e brasões

### Títulos e estilos
- 1 de novembro de 1461 – 26 de junho de 1483: "o Duque de Gloucester"[16]
- 26 de junho de 1483 – 22 de agosto de 1485: "Sua Graça ou Sua Alteza, o Rei"[16]

Como rei, seu título completo era "Ricardo III, pela Graça de Deus, Rei da Inglaterra e França e Lorde da Irlanda".

### Honras
- CB: Ordem do Banho, 1461
- KT: Ordem da Jarreteira, 1461[16]

### Brasões
Como Duque de Gloucester, Ricardo usava as Armas Reais da Inglaterra, esquatrelada com o brasão de armas da França, diferenciado por um lambel argente de três pés arminhos, cada um com um cantão goles. Como rei, ele usava o brasão da Inglaterra sem diferenciação.

Brasão de armas de Ricardo, Duque de Gloucester
Brasão de armas do rei Ricardo III